# Réserve naturelle régionale des étangs de Mépieu
La réserve naturelle régionale des étangs de Mépieu (RNR159) est une réserve naturelle régionale située en Auvergne-Rhône-Alpes. Classée en 2008, elle occupe une surface de 161,78 hectares et protège une zone d'étangs ainsi que les milieux environnants.

## Localisation

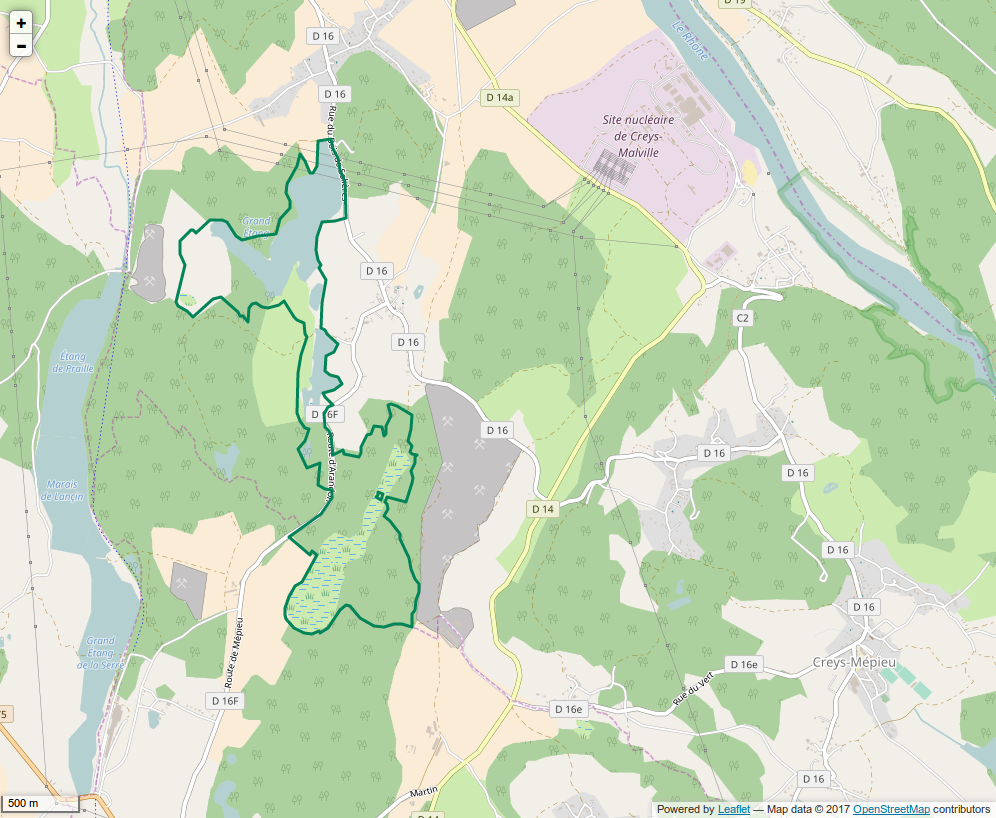
Périmètre de la réserve naturelle.

Le territoire de la réserve naturelle est dans le département de l'Isère, sur la commune de Creys-Mépieu à une altitude d'environ 250 m. Proche du Rhône, il forme une bande nord-sud d'environ 2,5 km autour d'une zone de 5 étangs et à l'est de l'Isle-Crémieu.

## Histoire du site et de la réserve
Le site fait l'objet d'activités agricoles, halieutiques et cynégétiques depuis de nombreuses années. Il est mentionné en 1860 à propos de la Châtaigne d’eau (Trapa natans).
À la suite d'inventaires et d'observations naturalistes, la commune de Creys-Mépieu et la société Vicat, propriétaires du site, ont engagé une démarche de classement en réserve naturelle volontaire en 2001.
Le classement en réserve naturelle régionale est intervenu en 2008.

## Écologie (biodiversité, intérêt écopaysager…)
On trouve sur la réserve naturelle des milieux humides (tourbières et étangs) et des milieux secs (pelouses sèches, landes) qui forment un ensemble complémentaire. Le site a un rôle important pour les espèces des zones humides ainsi que comme halte migratoire.

### Flore
On compte dans les inventaires plus de 600 espèces de plantes dont certaines sont protégées ou patrimoniales : Orchis parfumé, Pulsatille rouge, Gentiane pneumonanthe, Fougère des marais, Petite naïade et Naïade marine, Laîche de Bohème, Oseille maritime, Aconit tue-loup… 

### Faune
On compte sur le site plus de 170 espèces d'oiseaux comme la Locustelle luscinioïde, la Rousserolle turdoïde, le Héron pourpré, le Blongios nain, la Nette rousse, le Fuligule milouin ou l'Alouette lulu. Les mammifères comptent 35 espèces dont le Grand rhinolophe. Les amphibiens (11 espèces) et reptiles (11 espèces) sont représentés par le Triton crêté, la Rainette arboricole et le Pélodyte ponctué. On trouve aussi dans les étangs la Cistude d'Europe. Parmi les nombreux invertébrés, citons la Leucorrhine à large queue et le Lucane cerf-volant.

## Intérêt touristique et pédagogique
Le site est ouvert au public toute l'année. On peut profiter d'une vue générale du site depuis le promontoire de Potet (dénommé également « roche de Sormier ») ainsi que depuis la RD 16 longeant le grand étang au nord.

## Administration, plan de gestion, règlement
La réserve naturelle est gérée par l'Association Nature Nord Isère Lo Parvi.

### Outils et statut juridique
La réserve naturelle a été créée par une délibération du 25 septembre 2008.
Le site est inclus dans la ZNIEFF de type I n° 3830-2407 ainsi que dans le SIC « Étangs, coteaux secs et grottes de l’Isle Crémieu ».